# Character Studio
Character Studioは、Autodesk 3ds Maxに含まれるツール集である。これは元々、別個のアドオン製品として販売されていた (独自のパッケージ、インストール媒体、マニュアル等を備えていた)が、次のバージョンにおいて、別個にライセンス料を支払うことで完全にアクティベーション可能な体験版が3ds Maxのインストール媒体に同梱され、そして3ds Max 7より現在は追加料金無しでその全機能が3ds Maxに含まれている。
Character Studioは3Dキャラクタアニメーションのためのプロ向けツールを提供しており、アニメータが高速にそして簡単に骨格を構築してそれを動かしモーションシーケンスを作成することが可能な環境である。動かしたスケルトンは3ds Maxのジオメトリの動きを駆動させることで、仮想キャラクタの作成に使うことできる。これらキャラクタの群集は、Character Studioを使うことで生成でき、移譲(Delegate)及びプロシージャルな振る舞い(Behaviors)のシステムを使って動かすことができる。
Character Studioは以下の三つのコンポーネントで成り立っている:
Bipedは骨格アーマチュアを構築して動かすものである。直列もしくはオーバーラップしたモーションスクリプトに異なるアニメーションを組み合わせたり、それらを共に重ねたりすることができる。また、モーションキャプチャーファイルを編集してBipedで使用することも可能。
なお、Bipedはキャラクタのメッシュオブジェクトを作成しない。そのため、Bipedを使ってキャラクタの骨格を作成するより前に、キャラクタを作成する必要がある。
PhysiqueはBipedアーマチュアを使用して、実際のキャラクタのメッシュを動かし、下層の骨格の動きに伴ってどのようにメッシュが曲がったり膨らんだりするかをシミュレートする。
なお、PhysiqueはBiped骨格だけでなく、他のボーン階層で使用することも可能である。
Crowdは、移譲(Delegate)及び振る舞い(Behaviors)のシステムを使用することにより、3Dオブジェクト及びキャラクタのグループを動かし、とても複雑な振る舞いを伴う群集を作成することが可能である。